# 社会主义替代 (加拿大)
社会主义替代（英语：Socialist Alternative）是加拿大的一个托洛茨基主义组织。它作为新民主党的一个派别成立于1986年，当时取名为劳工战斗者。1996年，随着新民主党的右倾，该组织退出新民主党，转而致力于建立一个新的工人政党。1999年，该组织更名为社会主义抵抗，后改现名。该组织的意识形态是社会主义、马克思主义、托洛茨基主义。该组织的政治立场是极左翼。该组织实行集体领导。该组织的总部位于温哥华。该组织出版报纸《社会主义替代》。该组织是国际社会主义替代的支部。